# Alexámeno
Alexámeno (en griego antiguo: Ἀλεξαμενός, Alexamenós; siglo III a. C.-192 a. C.) fue un militar de la Antigua Grecia.

## Biografía
Alexámeno era general de la Liga Etolia desde aproximadamente 196 a. C. Fue enviado a Esparta por el estratega Damócrito en 192 a. C. bajo el mando de mil infantes y treinta caballeros para ayudar al tirano Nabis, pero en realidad con la orden secreta de matarlo a la primera oportunidad propicia. Según el testimonio de Tito Livio, Damócrito también había instruido a los treinta caballeros del séquito de Alexámeno a obedecer sin cuestionar las órdenes de su comandante, fueran las que fueran.
Nabis había sido previamente derrotado por los romanos, liderados por Tito Quincio Flaminino, durante la llamada guerra contra Nabis (193 a. C.). Privado de las ciudades costeras, el tirano estaba confinado en Esparta y los etolios habían decidido así eliminarlo con astucia más que con la fuerza, enviando al batallón comandado por Alexámeno para ayudarlo en nombre de la alianza entre Esparta y la Liga Etolia.
Una vez que se familiarizó con Nabis, un día Alexámeno realizó su cometido: mientras cabalgaba junto al tirano acompañado de los caballeros etolios, le confió a este último cuál era la orden secreta e inmediatamente se arrojó contra el caballo del tirano, matándolo con su lanza: tan pronto como Nabis fue desmontado, los caballeros etolios se lanzaron contra este, matándolo antes de que pudiera ser rescatado.
En lugar de molestarse en dar un discurso a los ciudadanos espartanos para calmarlos, Alexámeno y sus hombres se dirigieron hacia el palacio tratando de saquearlo. Los espartanos, en cambio, después de nombrar apresuradamente rey al joven Lacónico, considerado descendiente de los antiguos soberanos, primero mataron a los etolios esparcidos por la ciudad y luego, habiendo entrado en palacio, al propio Alexámeno y sus compañeros.
Tito Livio cuenta que los pocos etolios que lograron escapar a Megalópolis y Tegea fueron capturados y vendidos como esclavos.
Filopemen, estratega de la Liga Aquea, se apresuró a llegar a Esparta mientras la ciudad todavía estaba sumida en la confusión y anexarla a la liga con extrema facilidad.